# The Sandbox
The Sandbox ist ein erstmals am 15. Mai 2012 erschienenes Videospiel für iOS und Android. Es wurde von Pixowl entwickelt und 2018 von Animoca Brands übernommen. The Sandbox ist Mitglied der Blockchain Game Alliance.

## Beschreibung
Im Spiel können 3D-Welten im Voxel-Stil wie in einem Metaversum nebeneinander bespielt werden.
User können im Spiel geschaffene Voxel-Erzeugnisse (mit der Währung „SAND“ bzw. „LAND“ in Form von Non-Fungible Tokens, „ERC-721“) über den Marktplatz „OpenSea“ handeln.
Besitzer von „LAND“-Grundstücken profitieren von Kooperationen mit benachbarten prominenten Besitzern. The Sandbox hat über 300 Partnerschaften u. a. mit adidas, Warner Music Group, Time, deadmau5, Richie Hawtin, Snoop Dogg, Pororo, Shaun das Schaf, The Walking Dead, Atari, PwC Hongkong, Hellboy, den Glücksbärchis und den Schlümpfen. Auch Cameron und Tyler Winklevoss sowie die Band Avenged Sevenfold gehören zu den Investoren in virtuellem Land in The Sandbox.

## Geschichte
Im Ursprungsspiel aus dem Jahr 2012 können Pixel-artige Welten geschaffen werden. 2016 erschien der Nachfolger Sandbox Evolution. Bis August 2018 wurde The Sandbox laut Pressemitteilung von Animoca über 40 Millionen Mal heruntergeladen und hat über eine Million aktive User pro Monat.
Im August 2018 übernahm Animoca das Spiel für 4,875 Millionen US-Dollar. Im September 2018 gewann das Spiel auf der Pocket Gamer Connects Helsinki den „Blockchain Gamer Prize“.
Seit 2019 wird der kostenlose Spieleditor Voxedit zum Download angeboten. Am 5. Dezember 2019 wurden innerhalb von vier Stunden alle virtuellen „LAND“-Einheiten im Vorverkauf verkauft. Zwischen dem 19. Juli und dem 19. September 2019 investierten Square Enix, B Cryptos, und True Global Ventures 2,01 Millionen US-Dollar in The Sandbox. Bis zum Juni 2020 wurde eine Million US-Dollar an virtuellem Land verkauft. Über Binance IEO wurde im August 2020 „SAND“-Kryptowährung im Wert von drei Millionen US-Dollar verkauft.
Im September 2021 investierte The Sandbox 2,9 Millionen US-Dollar in ein „Bored-Ape“-NFT. Im November 2021 investierte SoftBank 93 Millionen Dollar in The Sandbox.
Die Marktkapitalisierung des spielinternen Tokens „SAND“ beträgt 4 Milliarden Euro (Stand Februar 2022).
Die Alphaversion von The Sandbox Metaverse war seit dem 29. November spielbar bis Ende Dezember 2021. Die Alpha Season 2 ist seit dem 3. März 2022 spielbar.
Im April 2022 investierte Softbank 400 Millionen US-Dollar zu einer Firmenbewertung von über 4 Milliarden US-Dollar in The Sandbox.